# Anna Arkadianou
Anna Arkadianou (griechisch Άννα Αρκαδιανού, * 6. Juni 2001 in Athen) ist eine griechische Tennisspielerin.

## Karriere
Arkadianou spielte bislang vorrangig Turniere der ITF Women’s World Tennis Tour, wo sie bislang zwei Titel im Doppel gewinnen konnte.
Bei den Mittelmeerspielen 2018 spielte sie sowohl im Einzel als auch im Doppel für Griechenland. Im Einzel erreichte sie das Achtelfinale, im Doppel schied sie mit ihrer Partnerin Emmanouela Antonakis bereits in der ersten Runde aus.
Im Jahr 2019 spielte Arkadianou erstmals für die griechische Fed-Cup-Mannschaft. Sie bestritt bislang zwei Doppel an der Seite von Despina Papamichail, die sie beide verlor.
Ihr bislang letztes internationale Turnier spielte Arkadianou im Dezember 2019. Sie wird daher nicht mehr in der Weltrangliste geführt.

## Turniersiege

### Doppel
| Nr. | Datum             | Turnier | Kategorie   | Belag | Partnerin   | Finalgegnerinnen                      | Ergebnis  |
| --- | ----------------- | ------- | ----------- | ----- | ----------- | ------------------------------------- | --------- |
| 1.  | 10. November 2018 | Iraklio | ITF $15.000 | Sand  | Elina Nepli | Mira Antonitsch Sarah Nikocevic       | 6:3, 7:63 |
| 2.  | 18. Mai 2019      | Iraklio | ITF W15     | Sand  | Elina Nepli | Darja Astachowa Oleksandra Oliynykova | 6:2, 6:4  |